# Puente de Amurski
El puente de Amurski (en ucraniano: Амурський міст), también conocido como puente Viejo de Dnipró (en ucraniano: Старий міст), cruza el río Dniéper en la ciudad de Dnipró del óblast homónimo, Ucrania. El puente combinado de dos pisos (carretera y ferrocarril) conecta los raiones Central y Amur-Nizhniodniprovsk de la ciudad.

## Historia
En el siglo XIX, la extracción de carbón en el Dombás y los depósitos de mineral de hierro en Krivbas, alrededor de la ciudad de Krivói Rog, provocaron una rápida industrialización y, por tanto, un aumento del tráfico que el puente flotante ya no podía soportar. Como parte del nuevo Ferrocarril de Catalina, también fue necesario construir el tan deseado puente sobre el Dniéper cerca de Yekaterinoslav. Nikolái Belelubsk, cuyo puente ferroviario de Syzran sobre el Volga se inauguró en 1880, recibió el encargo de planificarlo. Cuando se construyó era el puente ferroviario más largo del Imperio ruso y era conocido como el puente Alejandro III. El puente tiene dos plantas: el nivel superior estaba destinado al transporte urbano y el inferior al ferrocarril de un solo sentido.
En 1914 se reforzó la construcción del puente, resultando destruido durante la guerra civil rusa (1920) y la Segunda Guerra Mundial. En 1943 se reservó un puente temporal con soportes de madera y en 1955, el puente fue reconstruido para convertirlo en uno capital, y se renovó la abertura central.John Alexander Low Waddell realizó un diseño similar en 1911 con el puente ASB sobre el río Misuri en Kansas City, en el estado estadounidense de Misuri.
En la década de 1970, una vía en el puente ya no era suficiente para soportar el aumento del tráfico. Por ello, se construyó otro puente ferroviario de vía única a pocos metros del puente existente, inaugurado en 1977. Sus cerchas tienen la misma longitud, pero ligeramente más bajas que las del puente anterior. También cuenta con una viga diseñada a modo de puente levadizo.

## Estructura
El puente ferroviario de Yekaterinoslav, construido entre 1882 y 1884, era un puente de dos pisos que tenía una vía en el nivel inferior y un camino de madera con dos pasarelas en la parte superior. El puente de celosía de 1245 m de largo tenía 15 aberturas con 83 vigas largas. La carretera estaba conectada mediante pequeñas vigas con forma de vientre de pez, con las que se conducía en diagonal fuera del trazado de la vía, y largas rampas hasta el nivel general de la calle.